# Burg Neuberg (Hohenlohe)
Die Burg Neuberg ist eine abgegangene Spornburg auf 464 m ü. NN beim Wohnplatz Neuberg der Gemeinde Frankenhardt im Landkreis Schwäbisch Hall in Baden-Württemberg auf dem Bergrücken zwischen den Oberläufen Seebach und Hilpertsklingenbach des Echtbachs.
Auf der vermutlich im 14. Jahrhundert erbauten Burg saßen die Herren von Neuberg, die Wappenverwandte der Klingenfelser waren. Ab 1357 war die Burg im Besitz der Tauben von Crailsheim, ab 1376 bayerisches Lehen der Herren von Kirchberg, später der Herren von Vellberg, ging dann an die Reichsstadt Hall. Die Burg wurde um 1450 aufgegeben und die Wirtschaftsgebäude zu einem Bauernhof umgestaltet. Von der einstigen wehrhaften Anlage sind nur noch Wall- und Grabenreste erhalten.